# Heinrich von Achenbach (Landrat)
Heinrich „Heino“ Adolf Achenbach, seit 1888 von Achenbach, (* 14. August 1863 in Bonn; † 11. November 1933 ebenda) war ein deutscher Verwaltungsjurist und preußischer Beamter. Er war von 1901 bis 1910 Landrat des Kreises Höchst, anschließend bis 1928 Beamter im preußischen Kultusministerium.

## Herkunft
Heinrich von Achenbach war ein Sohn des Bergrechtlers und späteren preußischen Handelsministers Heinrich Achenbach (1829–1899) und seiner Frau Maria geborene Rollmann (1832–1898). Sein jüngerer Bruder Adolf von Achenbach (1866–1951) wurde ebenfalls Verwaltungsjurist im preußischen Staatsdienst, Landrat des Kreises Teltow und erster Vorsitzender des Deutschen Landkreistages. Die Familie wurde 1888 in den erblichen Adelsstand erhoben.

## Werdegang
Heinrich von Achenbach studierte – unter anderem an der Universität Heidelberg – Rechtswissenschaften und schloss das Studium 1889 mit dem ersten juristischen Staatsexamen ab. In Heidelberg wurde er Mitglied des Corps Saxo-Borussia. Zwischenzeitlich leistete er 1886/87 Wehrdienst als Einjährig-Freiwilliger und blieb dem 2. Garde-Ulanen-Regiment danach als Reserveoffizier (Oberleutnant, später Rittmeister) verbunden. Nach dem Gerichtsreferendariat am Kreisgericht Berlin und Regierungsreferendariat in Potsdam legte er 1895 das zweite („große“) Staatsexamen ab.
Als Regierungsassessor wurde er in den preußischen Staatsdienst übernommen und beim Regierungspräsidium in Kassel eingesetzt. Am 25. Juli 1900 wurde er kommissarisch und ab 1. März 1901 endgültig als Landrat des Kreises Höchst eingesetzt. 1903 bis 1911 war Heinrich von Achenbach Abgeordneter im Nassauischen Kommunallandtag. Nach zehn Jahren als Landrat wechselte er 1910 als Geheimer Regierungsrat und vortragender Rat in das preußische Ministerium der geistlichen-, Unterrichts- und Medizinalangelegenheiten (Kultusministerium).
Ab 1914 Geheimer Oberregierungsrat, wurde er während des Ersten Weltkriegs 1917 als Vertreter des Verwaltungschefs für Flandern in die Zivilverwaltung des deutsch besetzten Generalgouvernements Belgien berufen. In der Weimarer Republik war Achenbach von 1922 bis zu seiner Pensionierung 1928 stellvertretender Bevollmächtigter des preußischen Kultusministeriums beim Reichsrat. Zuletzt trug er die Amtsbezeichnung Ministerialrat.

## Familie
Am 19. August 1890 heiratete Heinrich von Achenbach in Berlin Paula Pringsheim, die Tochter des jüdischen Bankiers Hugo Pringsheim und dessen Frau Sophie geborene Wodianer. Aus der Ehe gingen die Kinder Freda (* 1891), Gyso (* 1892) und Ado (* 1896) hervor. Paula von Achenbach wurde 1944 in das Ghetto Theresienstadt deportiert, wo sie zu den sogenannten „Prominenten-Häftlingen“ gehörte.

## Auszeichnungen
- Königlicher Kronenorden 3. Klasse, 1912
- Roter Adlerorden 3. Klasse mit der Schleife, 1914